# 宋家庄停车场
39°50′25.64″N 116°25′49.70″E / 39.8404556°N 116.4304722°E
宋家庄停车场位于北京市丰台区，是北京地铁5号线、10号线和亦庄线共用的停车场。并分別设有亦庄线与5号线的联络线，以及5号线与10号线之间的联络线。10号线运用库位于东南；5号线位于西南，亦庄线位于西北角。5号线部分于2007年10月、亦庄线部分于2010年12月随线路投入使用，但10号线部分由于场地拆迁受阻，未能与10号线二期同期于2012年12月投入使用，导致增购车辆无处停放，10号线全线列车最小运行间隔无法压缩。随着拆迁工作的结束，10号线部分于2014年4月全面启动建设，2015年7月22日投入使用。
停车场设有各线间联络线并有10号线停车场东侧设有连接丰双铁路和北京地铁车辆厂的联络线。5号线列车曾计划全部由此联络线运入，但由于停车场与车站间的出入段线未及时建成，太平庄车辆段配车不得不采用汽车运输。